# Brezowo (obwód Wielkie Tyrnowo)
Brezowo (bułg. Брезово) – wieś w Bułgarii, w obwodzie Wielkie Tyrnowo, w gminie Elena. Miejscowość wymarła.